# Lars Larsen (fodboldspiller, født 1970)
 Der er flere personer med dette navn, se Lars Larsen (flertydig).
Lars Larsen (født 6. december 1970) er en dansk tidligere fodboldspiller.

## Karriere
Han spillede som midtbane for en række klubber, deriblandt Hårslev BK, B 1909, B 1913, FC Wettingen,
AGF, Ikast FS, Lyngby Boldklub og Akademisk Boldklub. Mellem 2003 og 2007 spillede han for Örebro SK.
Han spillede 47 kampe i Allsvenskan og scorede 10 mål. Han spillede 36 kampe Superettan og scorede otte mål.